# Varaždinsko-zagorska nogometna liga 1973./74.
 Varaždinsko-zagorska nogometna liga  za sezonu 1973./74. 
 Sudjelovalo je 14 klubova, a prvak je bio "Rudar" iz Mihovljana.

## Ljestvica
| mj. | klub                     | ut. | pob. | ner. | por. | gol+ | gol- | bod |
| --- | ------------------------ | --- | ---- | ---- | ---- | ---- | ---- | --- |
| 1.  | Rudar Mihovljan          | 26  | 19   | 1    | 6    | 56   | 27   | 39  |
| 2.  | Ivančica Zlatar Bistrica | 26  | 14   | 8    | 4    | 58   | 33   | 36  |
| 3.  | Trnje Trnovec            | 26  | 15   | 6    | 5    | 55   | 32   | 36  |
| 4.  | Metalac Ladanje          | 26  | 14   | 5    | 7    | 67   | 50   | 33  |
| 5.  | Dubravka Turčin          | 26  | 14   | 5    | 7    | 52   | 51   | 33  |
| 6.  | Sloboda Varaždin         | 26  | 13   | 6    | 7    | 66   | 40   | 32  |
| 7.  | Borac Donja Stubica      | 26  | 11   | 5    | 10   | 44   | 45   | 27  |
| 8.  | Udarnik Kućan Gornji     | 26  | 11   | 3    | 12   | 56   | 49   | 25  |
| 9.  | Zagorka Bedekovčina      | 26  | 6    | 9    | 11   | 46   | 57   | 21  |
| 10. | Ivančica Ivanec          | 26  | 6    | 8    | 12   | 50   | 63   | 20  |
| 11. | Proleter Lepoglava       | 26  | 7    | 4    | 15   | 34   | 49   | 18  |
| 12. | Marof (Novi Marof)       | 26  | 6    | 4    | 16   | 30   | 39   | 16  |
| 13. | Oštrc Zlatar             | 26  | 5    | 5    | 16   | 32   | 66   | 15  |
| 14. | Podravina Ludbreg        | 26  | 5    | 3    | 15   | 32   | 79   | 13  |

- Ladanje danas podijeljeno na Donje Ladanje i Gornje Ladanje. "Metalac" (danas "Rudar 47") je iz Donjeg Ladanja

## Rezultatska križaljka
| kratica | klub                     | BOR | DUB | IVI | IVZB | MAR | MET | OŠT | POD | PRO | RUD | SLO | TRNJ | UDA | ZAG |
| --- | ------------------------ | --- | --- | --- | ---- | --- | --- | --- | --- | --- | --- | --- | ---- | --- | --- |
| BOR | Borac Donja Stubica      |     |     |     |      |     |     |     |     |     |     |     |      |     |     |
| DUB | Dubravka Turčin          |     |     |     |      |     |     |     |     |     |     |     |      |     |     |
| IVI | Ivančica Ivanec          |     |     |     |      |     |     |     |     |     |     |     |      |     |     |
| IVZB | Ivančica Zlatar Bistrica |     |     |     |      |     |     |     |     |     |     |     |      |     |     |
| MAR | Marof (Novi Marof)       |     |     |     |      |     |     |     |     |     |     |     |      |     |     |
| MET | Metalac Ladanje          |     |     |     |      |     |     |     |     |     |     |     |      |     |     |
| OŠT | Oštrc Zlatar             |     |     |     |      |     |     |     |     |     |     |     |      |     |     |
| POD | Podravina Ludbreg        |     |     |     |      |     |     |     |     |     |     |     |      |     |     |
| PRO | Proleter Lepoglava       |     |     |     |      |     |     |     |     |     |     |     |      |     |     |
| RUD | Rudar Mihovljan          |     |     |     |      |     |     |     |     |     |     |     |      |     |     |
| SLO | Sloboda Varaždin         |     |     |     |      |     |     |     |     |     |     |     |      |     |     |
| TRNJ | Trnje Trnovec            |     |     |     |      |     |     |     |     |     |     |     |      |     |     |
| UDA | Udarnik Kućan Gornji     |     |     |     |      |     |     |     |     |     |     |     |      |     |     |
| ZAG | Zagorac Krapina          |     |     |     |      |     |     |     |     |     |     |     |      |     |     |
| |                          |     |     |     |      |     |     |     |     |     |     |     |      |     |     |
| podebljan rezultat - utakmice od 1. do 13. kola (1. utakmica između klubova) rezultat normalne debljine - utakmice od 14. do 26. kola (2. utakmica između klubova) rezultat nakošen - nije vidljiv redoslijed odigravanja međusobnih utakmica iz dostupnih izvora rezultat smanjen * - iz dostupnih izvora nije uočljiv domaćin susreta prekrižen rezultat - poništena ili brisana utakmica p - utakmica prekinuta 3:0 p.f. / 0:3 p.f. - rezultat 3:0 bez borbe |                          |     |     |     |      |     |     |     |     |     |     |     |      |     |     |

 Izvori: 

## Poveznice
- Zagrebačka zona 1973./74.